# Bahnhof Andermatt
Der Bahnhof Andermatt ist ein Knotenbahnhof der Matterhorn-Gotthard-Bahn (MGB) im Norden der Urner Gemeinde Andermatt. Nebst den Regionalzügen der MGB und dem Glacier Express ist der Bahnhof Andermatt ein wichtiger Knotenpunkt der Postauto-Linien über die umliegenden Alpenpässe.

## Geschichte

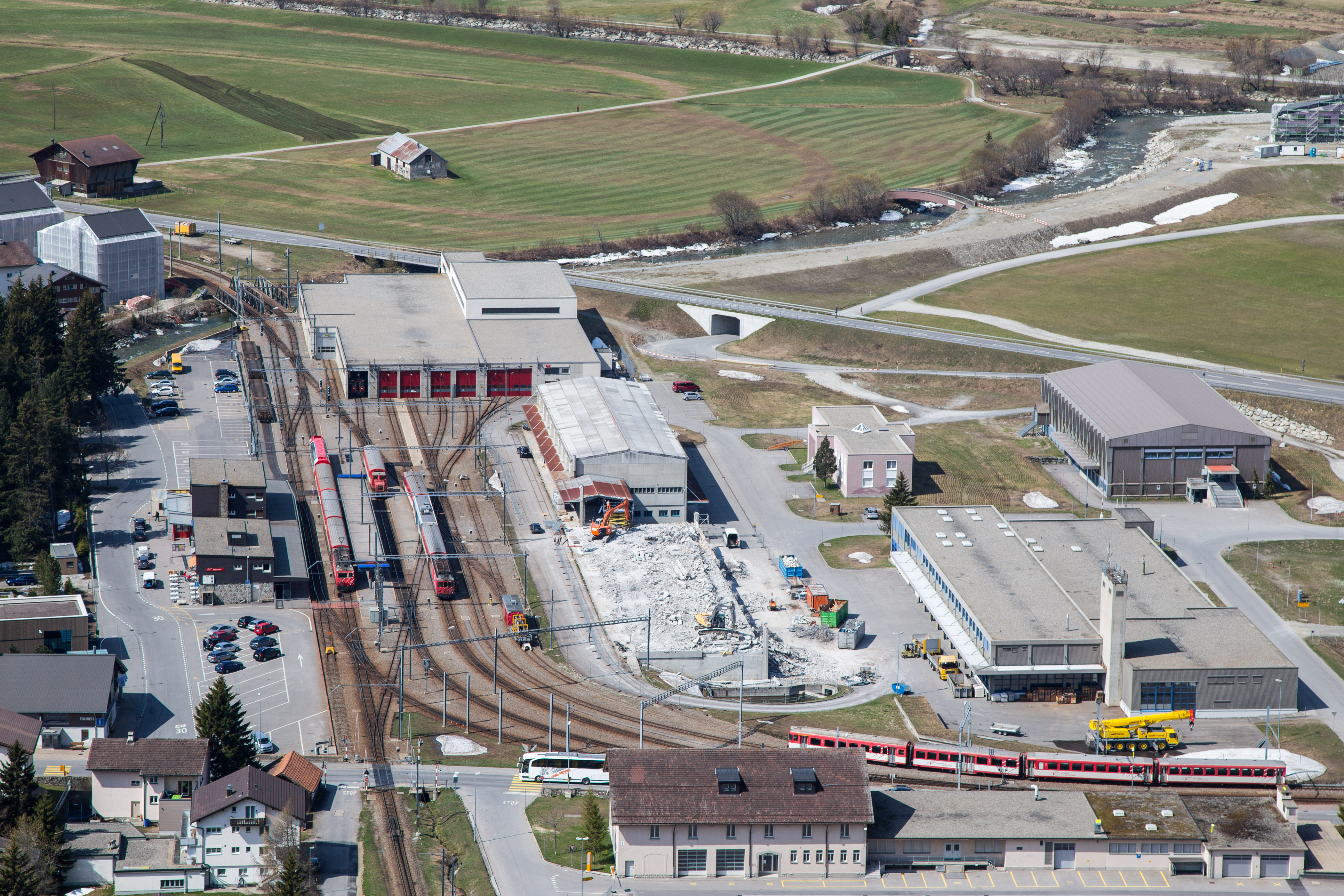
Bahnhof Andermatt, nach rechts das Gleis der Schöllenenbahn (2014)

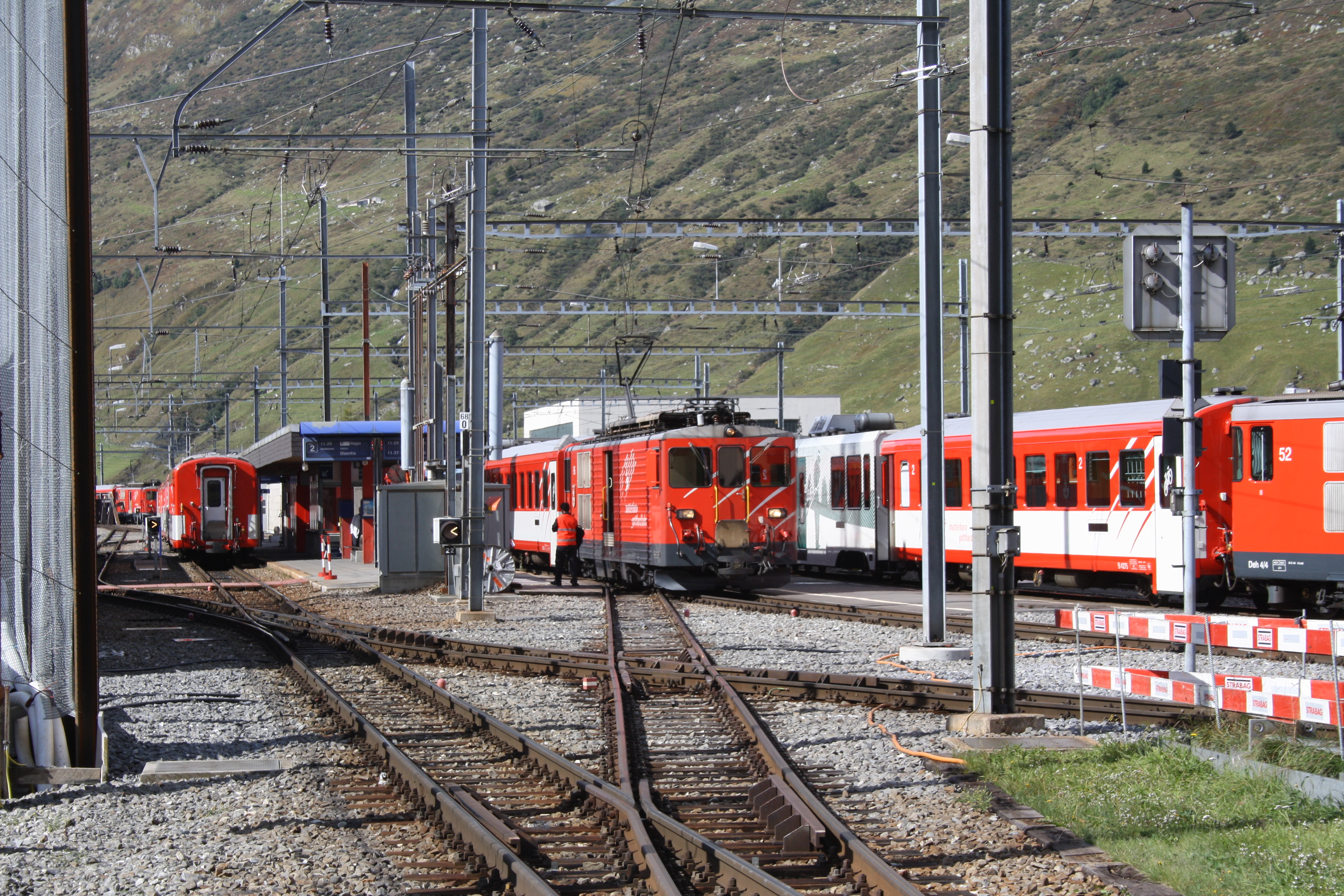
Bahnhof Andermatt, mittig und rechts Pendelzüge der Schöllenenbahn (2017)

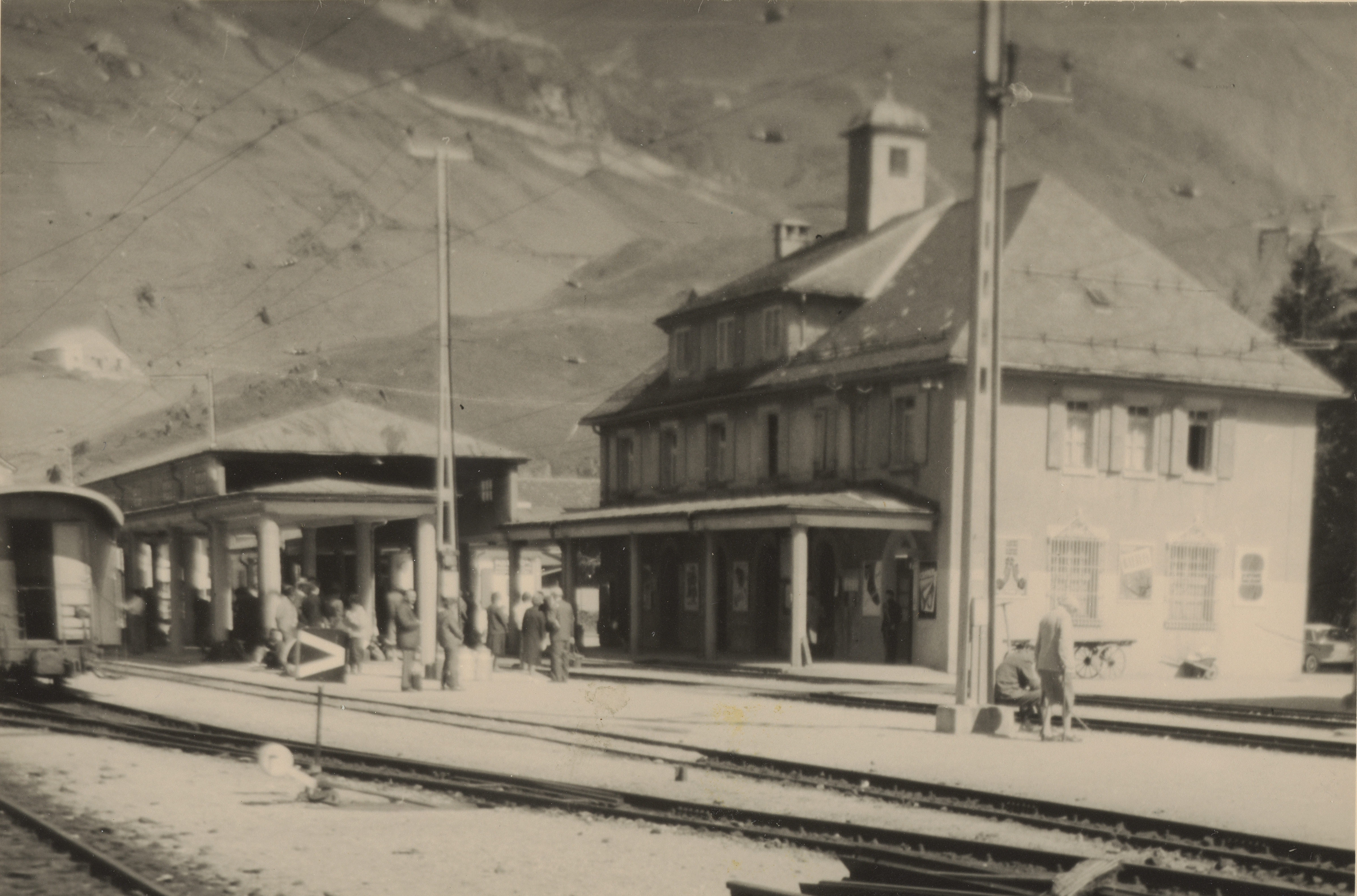
Altes Bahnhofgebäude (undatiert)

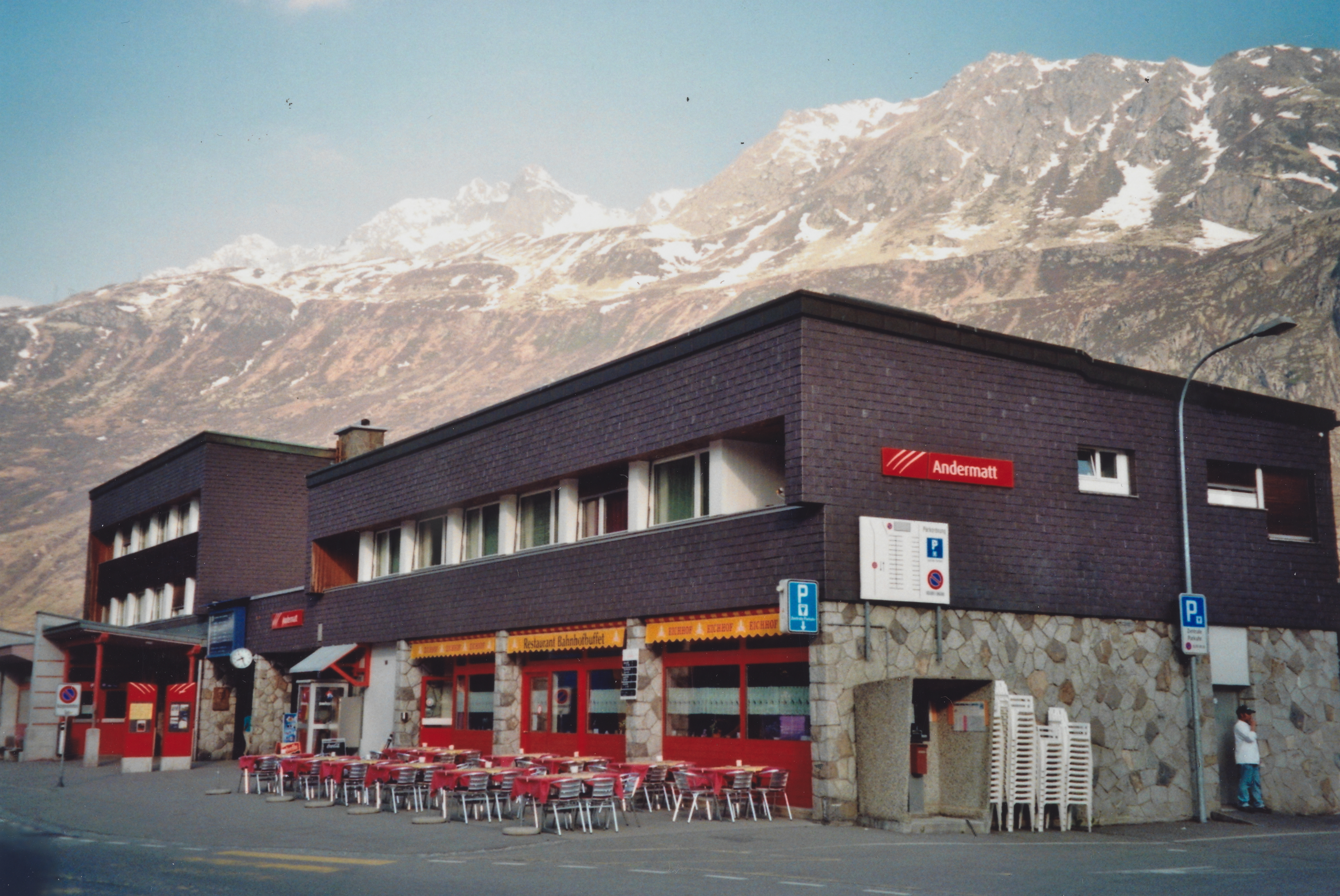
Strassenseite (2011)

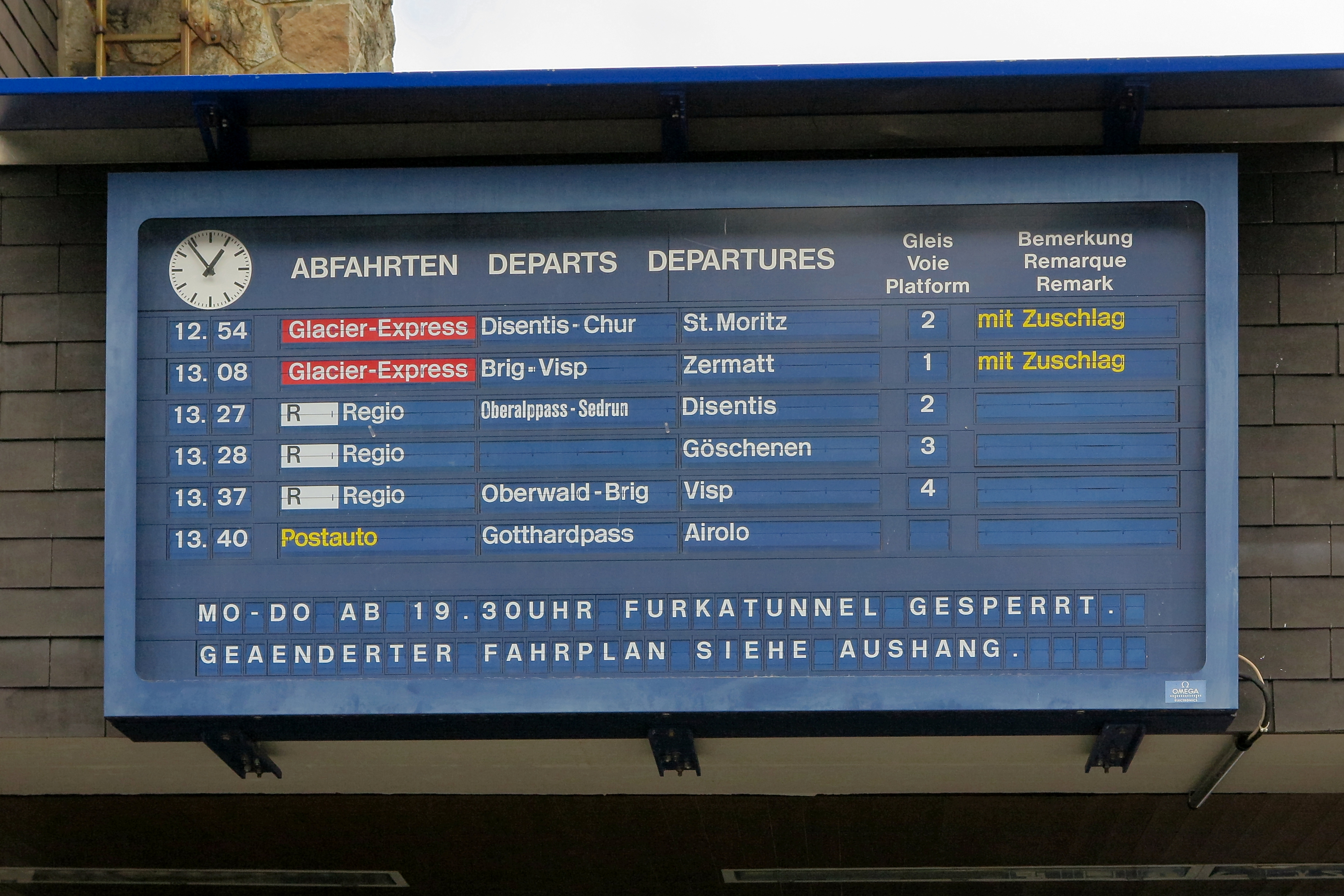
Abfahrtstafel (Juli 2014 12:54)

Der Bahnhof wurde während des Ersten Weltkriegs am 11. Juli 1917 eröffnet, als der Bahnbetrieb der Schöllenenbahn, vorerst nur im Sommer, aufgenommen wurde. 1925 wurde der Ganzjahresbetrieb aufgenommen und im darauffolgenden Jahr wurde die Stammstrecke der Furka-Oberalp-Bahn von Disentis bis nach Brig durchgehend eröffnet.
Am Bahnhof ist eine Gedenktafel zu Ehren von Ludwig Danioth angebracht, der als Präsident der Furka-Oberalp-Bahn und Ständerat des Kanton Uri für den Bau des Furka-Basistunnels kämpfte.
Gemeinsam mit der Inbetriebnahme der Gondelbahn Gütsch-Express der Skiarena Ende 2017 wurde die neue Personenunterführung auf der Ostseite des Bahnhofs eröffnet. Diese verbindet das zukünftige Hauptgebäude auf der Nordseite mit der Talstation der Gondelbahn und dem Dorf auf der Südseite des Bahnhofs.

## Betrieb
Der Bahnhof wird von Regionalzügen der MGB sowie vom in Kooperation mit der Rhätischen Bahn betriebenen Glacier Express bedient. Ausserdem dient er im Sommer als Umstiegspunkt zu Postauto-Linien über verschiedene Alpenpässe sowie im Winter zu den Ortsbuslinien im Urserntal und zum Schnellbus Flüelen–Andermatt.

### MGB
- 43 Visp – Brig – Oberwald – Andermatt
- 44 Andermatt – Göschenen (Schöllenenbahn)
- 45 Andermatt – Oberalppass – Sedrun – Disentis
- Zermatt – Brig – Andermatt – Disentis/Mustér – Chur – Samedan – St. Moritz       HN (Glacier Express)

Der Bahnhof wird von Regionalzügen der MGB sowie vom in Kooperation mit der Rhätischen Bahn betriebenen Glacier Express bedient. Ausserdem dient er im Sommer als Umstiegspunkt zu Postauto-Linien über die Pässe Gotthard, Furka und Grimsel und im Winter zum Schnellbus Flüelen–Andermatt sowie zum Dorfbus Andermatt.

### Busbetrieb
Im Sommer fahren am Bahnhofplatz Postautolinien über den Gotthardpass nach Airolo, über den Furkapass nach Oberwald sowie via Grimsel- oder Sustenpass bis nach Meiringen. Zusätzlich bedienen Postautos auf Mehrpässefahrten in der Region den Bahnhof.
Im Winter verkehren drei Ortsbuslinien halbstündlich in Andermatt sowie nach Hospental und bedienen dabei die beiden Haltestellen Bahnhof (südlich der Gleise) sowie Bahnhofplatz (nördlich der Gleise). Das Angebot wird gesponsert und ist deshalb für alle Fahrgäste kostenlos. Seit Ende 2016 verkehrt Freitag- und Samstagnacht ebenfalls ein kostenpflichtiger Nachtbus von Andermatt bis Realp. Ebenfalls verkehrt im Winter an ausgewählten Tagen, primär an Wochenenden und während den Schulferien, ein von der Auto AG Uri geführter Schnellbus zwischen Altdorf und Andermatt. Der Bus dient hauptsächlich Skifahrern, weshalb er morgens nach Andermatt und abends wieder zurück ins Unterland fährt:
- 410 Altdorf UR, Bahnhof – Altdorf UR, Telldenkmal – Schattdorf, Dorf – Andermatt, Bahnhofplatz – Andermatt, Gemsstockbahn

## Ausbau
Der Bahnhof wird momentan im Zusammenhang mit dem Ausbau der Skiarena erheblich um- und ausgebaut. Auf der Nordseite des Bahnhofs wird ein neues Hauptgebäude, genannt Andermatt Central, mit Gewerbeflächen, Büros und Wohnungen gebaut. Eine Personenunterführung, welche das neue Hauptgebäude und die Bahnsteige mit der Südseite des Bahnhofs und der Talstation der Gondelbahn Gütsch-Express verbindet, wurde bereits erstellt. Zusätzlich werden die Perrons vollständig überdacht. Die bestehende Personenunterführung wird anschliessend aufgehoben.